# Mandy Charlet
Mandy Charlet (* 14. Juli 1986) ist eine luxemburgische Fußballspielerin und Leichtathletin.

## Karriere
Charlet spielt für den Verein Progres Niederkorn. Am 5. März 2011 bestritt die Mittelfeldspielerin beim EM-Qualifikationsspiel in Mazedonien (1:5) ihr erstes Länderspiel für Luxemburg.
Die Polizistin vertrat als Leichtathletin Luxemburg unter anderem bei den Spielen der kleinen Nationen 2005 in Andorra. Sie startet meist auf kurzen Strecken, versucht sich jedoch in etlichen Disziplinen.
2010 nahm sie an den nationalen Meisterschaften als einzige Starterin im Siebenkampf teil, musste jedoch bereits nach der ersten Disziplin verletzt aufgeben.